# Stojan Kuret
Stojan Kuret (Trieste, 16 gennaio 1957) è un direttore d'orchestra e direttore di coro sloveno.

## Biografia
Stojan Kuret è nato a Trieste, diplomato in direzione d'orchestra all'Accademia di musica di Lubiana e in pianoforte al Conservatorio Giuseppe Tartini di Trieste dove è docente di Esercitazioni Orchestrali e di Musica da camera dal 1983. Nel 1974 ha fondato il coro di voci bianche della Glasbena Matica di Trieste, dirigendo poi anche il coro femminile e quello giovanile misto. Nel 1984 ha ricevuto il premio Gallus, per i successi e i riconoscimenti internazionali ottenuti in campo corale. Nel 1991 ha rifondato il coro Jacobus Gallus di Trieste. Dalla stagione 1992/93 è stato per dieci anni direttore artistico e direttore del coro universitario APZ Tone Tomšič di Lubiana con il quale ha vinto moltissimi concorsi e Gran Premi. 
Svolge attività artistica come direttore d'orchestra, docente di seminari e master: regolarmente invitato come membro di giurie a concorsi corali internazionali (Tours, Tolosa, Arezzo, Varna, Debrecen, Maribor, Marktoberdorf, Maasmechelen, Ohrid, Olomouc, Bergen, Budapest, Lubiana, Londra e Bologna).
Alla Guida di cori ha svolto tournée in Europa, Sudafrica, Argentina, Cile, Corea del Sud e Cina.
Sempre con il coro APZ Tone Tomšič nel 2000 è finalista a Tolosa per il Gran Premio Europeo di Canto Corale e finalista e secondo premio al concorso Let the people sing 2001 a Londra e nel 2002 ad Arezzo vince il Gran Premio Europeo di Canto Corale, competizione che vede protagonisti i vincitori dei sei più importanti concorsi corali internazionali. 
Dal 2003 è stato direttore del Coro da camera della RTV Slovenia (Radio-televisione) e dal 2007 è direttore del Coro Giovanile Italiano.
Nel 2009 vince il 57º concorso Internazionale "Guido d'Arezzo" alla guida del coro Vokalna akademija Ljubljana. Nel 2010 rivince il Gran Premio Europeo di Canto Corale questa volta con il VAL. Nel 2011 riceve ad Arezzo il Guidoneum Award 2011 e con il Val vince il primo Grand Prix Vallée d'Aoste. Nel 2012 riceve il premio della fondazione Prešeren per l'attività artistica con il VAL negli ultimi due anni.

## Riconoscimenti
- 1984 Golden Gallus Achievement, (Slovenia)
- 1993 Cantonigros, Catalogna (Spagna), 1 rst prix
- 1994 GP F. Schubert, Vienna (Austria)
- 1995 GP Novy Bor, (Repubblica Ceca)
- 1996 Maasmechelen, (Belgio), 1 rst prix
- 1999 GP Florilège Vocal, Tours (Francia)
- 2000 GP Bolzano, (Italia)
- 2001 GP G. Dimitrov, Varna (Bulgaria)
- 2001 GP C.A. Seghizzi, Gorizia (Italia)
- 2002 GP Maribor, (Slovenia)
- 2002 GPE, Arezzo (Italia)
- 2009 GP Arezzo, (Italia)
- 2010 GPE, Varna (Bulgaria)
- 2011 "Guidoneum award", (Italia)
- 2011 "GP Vallée d'Aoste",  (Italia)
- 2012 "Premio Nazionale della Fondazione Prešeren", (Slovenia)
- 2018 "Golden Life Achievement" JSKD, (Slovenia)